# 962 Aslog
Aslog (asteroide 962) é um asteroide da cintura principal, a 2,6092051 UA. Possui uma excentricidade de 0,1017686 e um período orbital de 1 808,29 dias (4,95 anos).
Aslog tem uma velocidade orbital média de 17,47562665 km/s e uma inclinação de 2,60193º.
Este asteroide foi descoberto em 25 de Outubro de 1921 por Karl Reinmuth.